# Vladimír Mečiar
Vladimír Mečiar (ejtsd: Vlagyimír Mecsiar) (Zólyom, 1942. július 26. –) szlovák politikus, jogász. Szlovákia háromszori miniszterelnöke és a 2010-től parlamenten kívüli Néppárt – Demokratikus Szlovákiáért Mozgalom alapítója és elnöke. A szlovák politikai élet egyik legellentmondásosabb politikusa.

## Pályája

### A kommunista rendszer bukásáig
Általános iskolai és középiskolai tanulmányai után 1959-től Garamszentkereszten a helyi Járási Nemzeti Bizottság gazdasági részlegén dolgozott referensi beosztásban, később ugyanitt titkárként működött. 1967-68-ban a Csehszlovák Ifjúsági Szövetség (a KISZ csehszlovákiai megfelelője) helyi járási elnöke volt. 1962 és 1970 között a Csehszlovákia Kommunista Pártjának tagja. 1969-ben visszahívták ifjúsági elnöki posztjáról, 1970-ben pedig a Csehszlovákia 1968-as szovjet megszállása elleni állítólagos tiltakozása miatt kizárták a pártból. 1973-ig a máriatölgyesi gépgyár munkása, közben távúton a pozsonyi Comenius Egyetem Jogi Karának levelező tagozatos diákja. Az egyetemet 1974-ben végzi el. 1973-tól a nemsói Skloobal vállalat referense, 1974-től jogásza.

### A politikai népszerűség csúcsán
A politikai életbe közvetlenül az 1989-es bársonyos forradalom után kapcsolódott be. A forradalom szlovákiai vezérmozgalma, a Nyilvánosság az Erőszak Ellen (szlovákul Verejnosť proti násiliu, VPN) az első nem kommunista szlovák kormány belügyminiszteri és környezetvédelmi posztjára jelölte (1990 januárjától az év júniusáig töltötte be ezt a posztot). Az addig a nagypolitikában teljesen ismeretlen Vladimír Mečiar hamarosan az ország legnépszerűbb politikusa lett, így a VPN az 1990 júniusában megnyert választások után Szlovákia miniszterelnöki posztjára jelölte és kormányalakítással bízta meg. 1991 elején konfliktusba keveredett a VPN vezetésével és áprilisban a parlament leváltotta. Ezután pártot alapított Demokratikus Szlovákiáért Mozgalom néven, amely megnyerte az 1992-es parlamenti választásokat. A győztes választások után koalíciós kormányt alakított a Szlovák Nemzeti Párttal, ám 1994-ben a parlament újból megvonta tőle a bizalmat, miután saját pártjából pártszakadás következtében több képviselő is az ellenzék soraiba távozott.
Az 1994-es őszi előrehozott parlamenti választásokat újból az általa irányított mozgalom nyerte meg és ismét sikerült kormányt alakítania – ezúttal a Szlovák Nemzeti Párt mellett a kormány tagja lett az egyszeri használatra létrejött Szlovákiai Munkáspárt (szlovákul Združenie robotníkov Slovenska, ZRS) is. Erre az időszakra a demokratikus jogok háttérbe szorítása volt a jellemző, az ország külföldi megítélése erősen romlott, az általa vezetett kormány vadprivatizációt hajtott végre, melynek eredményeként a kormánypártokhoz közeli emberek magánosítottak nagyvállalatokat mélyen áron alul. Több máig kivizsgálatlan, valószínűleg az állami titkosszolgálat által megrendelt és elkövetett bűncselekmény történt ebben a kormányzati időszakban. Ezek közül a legismertebbek az akkori köztársasági elnök, Michal Kováč fiának az elrablása, illetve bűncselekmény körülményeiről valló volt titkosszolgálati tiszt merényletgyanús autóbalesete. Többek között ezek a tények is okozták 1998-as politikai vereségét.

### Politikai vereségek – túl a zeniten
Az 1998-as parlamenti választások Vladimír Mečiarról szóltak – Szlovákiában a demokratikus berendezkedés megmaradása volt a tét. A választásokat pártja, a HZDS megnyerte, ám kormányt nem tudott alakítani. Az 1999-es, először közvetlen választásként rendezett elnökválasztáson ő indult mozgalma színeiben a legmagasabb közjogi méltóság posztjáért, ám a kétfordulós választást elbukta az akkori kormánykoalíció közös jelöltjével, Rudolf Schuster kassai főpolgármesterrel szemben. Népszerűsége fokozatosan csökkent, a 90-es évek elejére és közepére jellemző szintet már egyszer sem tudta elérni. Pártjában a 2002-es parlamenti választások előtt újabb politikai földrengés következett be – távozott többek között a HZDS második legnépszerűbb politikusa és Mečiar addigi leghűségesebb politikai harcostársa, a későbbi köztársasági elnök Ivan Gašparovič is.
A párt a 2002-es választásokat még megnyerte, ám kormányt ezúttal sem tudott alakítani. Mečiar ezután szakított addigi radikális destruktív ellenzéki hozzáállásával és közeledni kezdett a kormánykoalícióhoz, melyet pártja a 2002–2006 közötti kormányzati időszakban a politikailag szoros helyzetekben nem egyszer megtartott. A HZDS a 2004-es közvetlen köztársasági elnökválasztáson újból őt indította, ám a második fordulóba bekerülve ekkor is alulmaradt – ezúttal a két évvel korábban a pártból általa eltávolított Ivan Gašparovičcsal szemben. Politikai elemzők szerint ez a választás volt Mečiar utolsó esélye a visszatérésre.
Pártja a 2006-os választásokon a korábbi eredményekhez képest katasztrofálisan szerepelt, a parlamentbe bejutó hat politikai erő között csak az ötödik helyet foglalta el. A 150 tagú törvényhozásba 15 képviselője jutott be, ám a két korábbi választással ellentétben ezúttal ez is elég volt ahhoz, hogy kormányba kerüljön. A Robert Fico vezette Smer és a Ján Slota vezette Szlovák Nemzeti Párt mellett a harmadik, legkisebb koalíciós partner. Vladimír Mečiar az új kormányban nem vállalt és nem is vállalhatott tisztséget (ez volt a leendő miniszterelnök Fico egyik tárgyalási feltétele). A 2010-es szlovákiai parlamenti választáson pártja 4,4%-os választási eredményét követően 20 év parlamenti jelenlét után kiesett a szlovák törvényhozásból. A párt a 2012-es választásokon még inkább visszaesett (0,93%). 2012. április 26-án Mečiar bejelentette, hogy lemond a pártelnökségről.

## Politikai tisztségei
- 1990. június 27. – 1991. április 23. Szlovákia miniszterelnöke
- 1992. június 24. – 1994. március 13. Szlovákia miniszterelnöke (második Mečiar-kormány)
- 1994. december 13. – 1998. október 29. Szlovákia miniszterelnöke (harmadik Mečiar-kormány)
- 1998. október 30-ától 2010-ig

## Magánélete
Nős, felesége Magda, három gyermekük van.